# Frankenstein (comédie musicale)
Pour les articles homonymes, voir Frankenstein.
Frankenstein est une comédie musicale sud-corénne de Brandon Lee et Yong-beom Wang, très librement inspirée du roman éponyme de Mary Shelley. Le spectacle est le premier volet de la Trilogie Divine de Yong-beom Wang : s'ensuivront Ben-Hur et La Divine Comédie.

## Postulat
Le scientifique Victor Frankenstein et le chirurgien Henry Dupre ambitionnent de contrer la mort. Leur détermination les mènera à la tragédie, jusqu'à transgresser l'ultime tabou : ramener à la vie les défunts...

## Argument détaillé

### Acte I
XVIIIe siècle. L'Europe est ravagée par les guerres napoléoniennes.
A Genève, le scientifique Victor Frankenstein sauve de justesse Henry Dupre, un jeune chirurgien passé maître dans les greffes : accusé de trahison pour avoir soigné des soldats ennemis, Henry échappe de peu à une exécution sommaire et ne doit son salut qu'à Victor.
Les deux hommes, quoique radicalement différents, se rejoignent dans leurs utopies et leur nature solitaire. Henry, entièrement dévoué à sa vocation, se porte au chevet de tous les soldats blessés, sans distinction de camp ; sa dévotion lui vaut la méfiance de ses pairs. Jugé excentrique et impie, Victor est traumatisé par la mort de sa mère ; il reste animé par la conviction qu'il peut créer la vie et élaborer des êtres humains améliorés, dotés d'une plus grande force et d'une plus grande longévité.
L'amitié entre ces deux êtres précurseurs s'avère aussi immédiate que fusionnelle. Victor est touché par l'altruisme du chirurgien alors qu'Henry admire la volonté de fer du scientifique. Séduit par les certitudes de Victor, Henry accepte d'œuvrer à ses côtés. Ce lien est d'autant plus fort que le chirurgien n'a aucune famille et expérimente l'amitié pour la première fois.
Victor et Henry cherchent rapidement à ramener les défunts à la vie, la guerre leur apportant une source intarissable de dépouilles sur lesquelles mener leurs travaux. Mais la fin des combats met un terme à leurs expériences et le laboratoire Frankenstein est fermé.
Le duo établit alors ses quartiers au sein du château de Victor, ce qui n'est pas sans inquiéter Julia, la fiancée de l'héritier Frankenstein. Celle-ci le trouve de plus en plus distant et insaisissable. Son père, le maire Stephan, qui désapprouve leur union se montre encore plus hostile à l'égard de son futur gendre. Seule Ellen, la sœur aînée du scientifique, lui témoigne son soutien. Ellen apprend à Henry le décès tragique de leur mère, fauchée par la Peste Noire, ainsi que les tentatives vaines de Victor pour la ranimer et l'entêtement de son frère à rejeter toute forme de deuil. Elle met en garde Henry, lui disant que tous les essais de son frère pour contrer la mort, y compris sur les animaux, se sont révélés des échecs.
En secret, le tandem poursuit ses expérimentations et se procurent illégalement des charognes auprès d'un croque-mort peu scrupuleux. La rareté des macchabées frais pose cependant problème, la décomposition entravant le moindre progrès. La situation dégénère lorsque le funeste fournisseur assassine un jeune homme en parfaite santé pour monnayer un cadavre frais au prix fort... Ulcéré, Victor agresse le croque-mort. Le conflit dégénère : le scientifique finit par tuer accidentellement son adversaire sous les yeux de son associé et du majordome des Frankenstein, le dévoué Runge.
Victor, sous le choc, ne sait que faire. Soudainement, Henry l'assomme et se dénonce à sa place. Le jeune chirurgien est persuadé que leur projet compte davantage que sa vie et que seul Victor pourra le mener à bien. Il risque désormais la peine de mort.
Victor, terrifié par la sentence annoncée, est incapable de secourir Henry. Alertée par un Runge indigné, Ellen confronte son frère, l'accuse de lâcheté et le pousse à affronter ses responsabilités. Julia, au contraire, épaule Victor en soutenant que le chagrin passera. Laissé seul, Victor nourrit un profond dégoût de lui-même et décide finalement de sauver son ami. Or, malgré toutes ses tentatives pour faire éclater la vérité, Victor se heurte à un mur. Inflexible, Henry refuse d'entendre ses suppliques et ne revient pas sur sa déclaration. Le jour venu, il affronte son exécution avec tristesse, angoisse et dignité. Impuissant, Victor voit son seul ami périr sur la guillotine.
Victor, plus déterminé que jamais à ramener Henry à ses côtés, dérobe la tête de son compagnon et recommence ses expérimentations. À la suite d'un impressionnant orage, il réussit l'impensable. Ellen et Runge découvrent avec stupeur que Victor est parvenu à ses fins : la Créature élaborée d'après les restes d'Henry est bel et bien vivante... Victor est ravi de retrouver son ami mais Ellen et Runge sont horrifiés.
Lorsque le Monstre se penche vers Victor, Runge est persuadé qu'il veut nuire à son maître et se jette sur lui. En légitime défense et par peur, la Créature attaque le majordome en le mordant d'instinct à la carotide. Ce dernier meurt égorgé. Victor, aux abois, en déduit que sa création est dangereuse. Il tente aussitôt de le mettre hors d'état de nuire.
Mais le monstre s'échappe, laissant Victor et Ellen seuls face au carnage.

### Acte II
Trois ans se sont écoulés depuis la débâcle avec la Créature. Victor et Julia célèbrent leur mariage. Cependant, le scientifique vit toujours dans l'angoisse de voir sa création se manifester et Julia peine à apaiser la paranoïa de son époux.
La noce est interrompue par un serviteur : Stephan, le père de Julia, a disparu. Alors que les recherches s'étendent jusque dans la forêt pour retrouver le maire, Victor tombe face à face avec le Monstre. Apeuré, il découvre que la Créature sait désormais parler et qu'elle revendique une identité propre, refusant d'être appelée Henry. Sous forme de flashback, le Monstre narre alors à son créateur ses trois années d'errance et de souffrance.
Traquée de toute part, affamée, la Créature a erré jusqu'à un village reculé où elle s'est retrouvée à proximité d'une arène souterraine sordide. Ce simulacre de venationes pousse les humains et les animaux à s'affronter jusqu'au massacre. La Créature distingue alors une jeune fille tombée dans l'arène, Catherine, et la sauve alors qu'elle est attaquée par un ours. La propriétaire des lieux, la cruelle Eva, comprend rapidement qu'elle pourra tirer profit de sa force brute. Elle le fait lutter dans l'arène aux côtés d'autres hommes à la musculature hors du commun, qu'elle prénomme ses monstres. Mais ces jeux déviants sont au bord de la faillite et Ferdinand, le créancier, est sur le dos d'Eva. En réponse à ce déficit, les combattants sont davantage maltraités par Jack, le mari cupide et vantard d'Eva. Épaulé par son vil homme de main Igor, il témoigne d'une brutalité sans précédent. La seule personne bienveillante de l'arène se révèle Catherine, profondément reconnaissante d'avoir été secourue. La jeune fille commence à voir au-delà des apparences et se prend d'amitié pour son sauveur. Peu à peu, tandis qu'elle panse ses plaies, elle enseigne à la Créature le langage. Catherine lui révèle qu'elle a été abusée et violentée tout au long de son existence, qu'elle n'a pas droit à la moindre considération et qu'on lui a ôté son humanité. Elle rêve de fuir au Pôle Nord et de contempler les aurores boréales. Eva et Jack surprennent ce rapprochement : ils jettent la Créature à l'isolement et punissent sadiquement la jeune fille. La situation est d'autant plus tendue que la Créature, championne de l'arène, doit affronter prochainement le guerrier de Ferdinand. L'usurier se rend auprès de Catherine et l'incite à donner un breuvage à la Créature, une drogue qui sabotera le duel et lui assurera la victoire. En échange de quoi, il rachètera sa liberté. La jeune fille refuse mais, lasse de ses années atroces, finit par se laisser fléchir. Elle consent au marché et trahit son sauveur. La Créature est défaite mais la supercherie de Ferdinand est vite démasquée par Jack. L'usurier est immédiatement envoyé ad patres. Prise au piège, Catherine tente de se racheter auprès de ses maîtres, quitte à se montrer tout aussi monstrueuse qu'eux avec la Créature en l'humiliant et en le battant. Ce retournement odieux est vain, car Eva promet de la torturer à mort. Désormais fugitif, le couple despotique part, laissant la Créature au milieu d'un brasier. Le Monstre survit une fois encore et laisse éclater son chagrin. Son désespoir cède vite la place à la haine. Tout en mettant le feu à l'arène, il se jure d'obtenir sa vengeance contre son créateur. C'est peu après ces événements qu'il retrouve Victor dans les bois.
Le scientifique, détruit par ce qu'il a engendré, voit sa création disparaître à nouveau. Au même instant, il apprend la mort de Stephan, occis par la Créature. Grâce à une machination du Monstre, Ellen est accusée de l'assassinat. Victor sait qu'il s'agit d'un complot mais n'a pas le temps de rétablir la vérité. Tout comme pour Henry, il assiste à la condamnation d'une innocente par sa faute : les habitants en colère veulent venger leur maire et pendent sa sœur aînée sans autre forme de procès.
Dévasté, Victor récupère la tête d'Ellen comme il l'avait fait pour son meilleur ami. Il veut la ressusciter au moyen de ses expériences. Mais la Créature a déjà détruit son laboratoire, rendant la résurrection impossible et s'assurant qu'aucune autre abomination ne soit créée. Victor retrouve le Monstre sur place ; lorsqu'il supplie ce dernier de le tuer, il est durement rejeté et ridiculisé. La Créature lui promet d'autres souffrances à venir avant de s'échapper, jurant qu'il reviendra à la prochaine pleine lune.
Le soir de la pleine lune, alors que l'ensemble du Château Frankenstein est à cran, la Créature parvient à duper le personnel. Il s'introduit dans les appartements de Julia et assassine froidement la jeune femme. Victor, arrivé trop tard, découvre la dépouille de son épouse. En larmes, plus anéanti que jamais, il confronte la Créature. Imperturbable, le Monstre répond qu'il quitte Genève : il va rejoindre le Pôle Nord et l'attendra là-bas s'il souhaite réellement en finir.
Après une longue traque, Frankenstein retrouve sa création. Ils s'engagent dans un duel. Le Monstre se laisse toucher mortellement, non sans avoir blessé Victor à la jambe, s'assurant ainsi que le scientifique ne pourra pas rejoindre son expédition ni survivre sur ces terres hostiles et glacées. Alors qu'il expire, la Créature savoure son succès : seul et meurtri, Victor va endurer une terrible agonie avec ses seuls regrets pour compagnie. Victorieux sur le Monstre qu'il a engendré mais sans rien pour le retenir en ce monde, voué à une mort certaine, le scientifique accepte son sort. Il enlace une dernière fois sa création en l’appelant tendrement Henry...

## Bande-originale
1. Overture
2. The Only Future
3. A Monologe
4. The Murderer
5. In Your Dream
6. Why I Do
7. The Great History of the Creation of Life Begins
8. The World of Men
9. You are a Monster
10. The Other Side of The World
11. What it Means to Live
12. I am the Monster
13. When That Day Comes
14. Remorse
15. The Wounded
16. In Your Dream

## Genèse et productions

### Un projet à vocation universelle
L'idée originale de Frankenstein incombe au librettiste, parolier et metteur en scène Yong-beom Wang. En 2011, ce dernier soumet le projet à Hee-chul Kim, responsable de production du Chungmu Arts Center.
Pour Wang, « Frankenstein est spécial… Cette œuvre possède une sorte de destin. Il y a des œuvres que je n'arrive pas à créer, peu importe mes efforts, et d'autres qui ne m'apportent que de la joie. Frankenstein m'a apporté beaucoup de belles choses mais il m'a aussi fait beaucoup souffrir. Il semble donc qu'il repose sur un mélange d'amour-haine. Il est le monstre de ma vie. J'espère qu'il s'achèvera par une fin un peu plus heureuse ».
Dès les prémices du projet, Wang s'oppose à la présence d'idoles au sein de l'équipe : « [Nous] avons décidé de faire une comédie musicale artistique, dont les thèmes seront portés par un regard sincère. Nous avons donc choisi des acteurs qui correspondaient parfaitement aux rôles et qui étaient remarquablement talentueux, pas ceux calibrés pour vendre des billets. Je pense que cette approche sincère va fonctionner ». Il privilégie ainsi des stars de la comédie musicale, réputées « pour un jeu d'acteur solide et une voix puissante », à savoir Joon-sang Yoo, Eun-tae Park et Gun-myoung Lee. Malgré la volonté initiale du créateur, ce parti-pris sera abandonné par la suite, les productions de 2021 et 2024 comptant des stars de K-pop au sein de leur casting.
Hee-chul Kim approuve d'emblée la proposition. Transposer Frankenstein sur scène correspond en effet aux nouvelles directives du Chungmu Arts Center, théâtre public réputé de Séoul : Kim et ses équipes ambitionnent de soutenir des productions musicales originales, des créations portées par des équipes sud-coréenne en mesure d'avoir un fort retentissement à l'échelle locale mais également susceptibles d'attirer un public étranger. Pour se faire, le théâtre mise sur des histoires connues de tous, à la manière du classique de Mary Shelley. Kim affirme la portée universelle de ce Frankenstein : « [Il] est inutile qu'une comédie musicale se limite au marché coréen. Elle doit cibler un public mondial comme d'autres contenus hallyu. [...]  Mon objectif ultime à long terme est de présenter cette production à Broadway ou dans le West End ».
Professeur de journalisme et de communication à l'Université Soonchunhyang, Jong-won Won souligne la pertinence du projet : « Si les productions originales coréennes veulent que le public étranger puisse s'identifier à elles, les comédies musicales ne doivent pas se limiter aux seuls sujets culturels ou historiques du pays. Elles doivent sortir des sentiers battus. Elles peuvent s'inspirer d'une autre culture et y ajouter des éléments coréens pour être originales puis se revendre. Cela ressemble beaucoup au commerce intermédiaire, lequel consiste à apporter son matériel et à le revendre après y avoir inclus des perceptions coréennes. Les comédies musicales originales coréennes récentes sont universellement attrayantes car elles ont choisi des sujets auxquels tout le monde peut s'identifier ».

### Une production conséquente, différente et sombre
Il faut trois ans à l'équipe pour concrétiser Frankenstein.
Chaque artiste a la particularité d'endosser deux rôles. Traditionnellement, Henry Dupre / la Créature est campé par des comédiens jeunes, longilignes et élancés mais doté d'une musculature très développée. L'idée générale est de pouvoir associer Henry à une douceur presque éthérée, de camoufler sa puissance sous son costume, pour créer la surprise lors de l'apparition de la Créature, quasiment nue, à la fin du premier acte. L'interprète original, Eun-tae Park, s'astreint à une diète sévère et de nombreuses heures de sport pour correspondre au mieux à cette image mais doit abandonner son régime très rapidement après le lancement du spectacle : « En deux répétitions générales et une représentation, [j'ai perdu] 2 kilos. Je pense que c'est le travail le plus énergivore que j'ai jamais fait ». Le rôle étant également très dur moralement, la prestation s'avère aussi exigeante psychologiquement que physiquement,. 
La trame présente de grandes différences avec le texte original de Shelley, notamment dans son second acte. De l'aveu d'Eun-tae Park et Yong-beom Wang, au sein même de l'équipe, les membres ignoraient comment le public allait se positionner vis à vis de ces changements et beaucoup appréhendaient l’accueil de cette comédie musicale extrêmement sombre,. En raison de son caractère violent, le spectacle est déconseillé aux moins de 14 ans.  
Parmi les changements notables, le plus significatif repose sur Henry Dupre. Personnage primordial du spectacle, il est en partie inspiré de Henry Clerval, le camarade d'enfance de Victor Frankenstein dans le roman : c'est sa volonté de sauver Henry, accusé de meurtre à sa place et condamné injustement à la guillotine, qui pousse Frankenstein à redoubler d'efforts pour finalement créer la Créature. L'amitié entre Henry et Victor est ainsi centrale au récit. De nombreuses analyses ont pointé le rapport fusionnel, voire romantique, qui unissait les deux hommes ainsi que le sous-texte queer de leur dynamique. Eun-tae Park voit dans leur relation une forme d'amour intense mais platonique : « Il semble clair qu'il existe une connotation homosexuelle. Sans cela, [le dévouement d'Henry] ne me semblerait pas vraiment convaincant. Mais ce n'est pas nécessairement de l'amour au sens habituel. [...] Un "meilleur ami", une âme sœur (ou une figure encore plus obsessionnelle que cela !), c'est quelqu'un qui ressent le besoin d'être à vos côtés, bien au-delà de la perception de l'amour physique qu'ils pourraient éprouver l'un pour l'autre. Henry est un personnage avec de nombreux traumatismes, il a grandi sans parents, n'a ni frères et sœurs et est parti à la guerre. Je pense que ce genre de personne ressentirait une forte connexion d'âme envers quiconque lui témoignerait de la reconnaissance et avec qui il pourrait sympathiser. C'est une relation où il y a de l'amour, de l'amitié, de l'obsession et de la possessivité. Je le campe avec toutes ces émotions différentes ». Ce sentiment est partagé par Gun-myung Lee, premier Victor Frankenstein de la production : « Quand je joue avec Eun-tae Park, j'ai l'impression d'être dans un couple. J'ai des sentiments pour cette personne qui a deux ou trois ans de moins que moi, qui est presque du même âge. [...] [En Victor], je ressens une affection amoureuse ». Toutefois, pour Lee, cette interprétation varie selon l'interprète qui lui fait face. Ainsi, lorsqu'il joue le spectacle aux côtés de Ji-sang Han (de dix ans son cadet), il associe d'avantage la relation Victor / Henry a une dynamique filiale : « Même si je suis un homme, j'éprouve de l'amour maternel envers [Ji-sang Han]. Quand je joue face à lui, je me sens tellement pitoyable et tellement coupable d'avoir créé cette vie et de l'avoir ensuite abandonnée, que j'ai souvent envie de courir vers lui et de le serrer dans mes bras ».  
L'équipe revendique très vite l'ambition d'un « show à la Broadway » : son budget est estimé à 4,5 milliards de wons (soit 3,85 millions de dollars), dont près de 118 millions alloués aux accessoires.
L'orchestre live comporte vingt-deux musiciens.

### Un succès immédiat
Dès son lancement en 2014, le spectacle suscite l'engouement des spectateurs : 40 000 billets sont écoulés en un mois seulement et, face à la demande, Frankenstein est rapidement prolongé.  Il est estimé que 220 000 personnes ont assisté à la première mouture.
En outre, il reçoit de nombreux retours positifs de la presse et décroche plusieurs récompenses lors des Korea Musical Awards. 
Une production japonaise (フランケンシュタイン) est montée en 2017 au Théâtre Nissay. Kyung-Min Pio, du Korea Times, rappelle le caractère inhabituel de cette adaptation : Frankenstein est « entré dans l'Histoire [en devenant] la première comédie musicale coréenne à être exportée au Japon grâce à un accord avec la Tōhō ». La traduction et la mise en scène sont signées Kyoichi Itagaki. Une captation, réalisée lors de la mouture de 2020, est disponible en DVD,.

## Distributions

### Castings sud-coréens
| Personnage                   | 2014                                       | 2015                                         | 2018                                              | 2021                                   | 2024                                                  |
| ---------------------------- | ------------------------------------------ | -------------------------------------------- | ------------------------------------------------- | -------------------------------------- | ----------------------------------------------------- |
| Henry Dupre / La Créature    | Eun-tae Park / Ji-sang Han                 | Eun-tae Park / Ji-sang Han / Woo-hyuk Choi   | Eun-tae Park / Ji-sang Han / Kai / Ming-sung Park | Eun-tae Park / Leo                     | Eun-tae Park / Kai / Hae-jun Lee / Eun-sung Ko        |
| Victor Frankenstein / Jack   | Jun-Sang Yu / Jung-han Ryu / Gun-myung Lee | Jun-Sang Yu / Dong-suk Jeon / Gun-hyung Park | Jung-han Ryu / Dong-suk Jeon / Woo-hyuk Min       | Woo-hyuk Min / Kyuhyun / Dong-suk Jeon | Jun-Sang Yu / Sung-rok Shin / Kyuhyun / Dong-suk Jeon |
| Julia / Catherine            | Si-ha Ahn / Lisa                           | Si-ha Ahn / Ji-soo Lee                       | Si-ha Ahn / Ji-hye Lee                            | Haena / Bom-sori Lee                   | Sun-min / Ji-hye Lee / Ji-hye Choi                    |
| Ellen / Eva                  | Ji-young Seo / Yu-jin An                   | Ji-young Seo / Hye-kyung Lee                 | Ji-young Seo / Hye-na Park                        | Ji-young Seo / Ji-woo Kim              | Su-mi Jeon / Eun-ah Chang / Ji-woo Kim                |
| Le Maire Stephan / Ferdinand | Hee Jung-Lee                               | Hee Jung-Lee                                 | Hee Jung-Lee                                      | Hee-jung Lee / Hyun-cheol Su           | Hee-jung Lee / Sung-hyuk Moon                         |
| Runge / Igor                 | Dae-jong Kim / Jae-hee Shin                | Kyung-soo Hong                               | Dae-jong Kim / Jong-su Lee                        | Dae-jong Kim / Jong-su Lee             | Dae-jong Kim / Jae-hee Shin                           |

### Castings japonais
| Personnage                 | 2017                               | 2020,                              | 2025                               |
| -------------------------- | ---------------------------------- | ---------------------------------- | ---------------------------------- |
| Henry Dupre / La Créature  | Ryōsei Konishi / Kazuki Katō       | Ryōsei Konishi / Kazuki Katō       | Taisei Shima / Kazuki Katō         |
| Victor Frankenstein / Jack | Hayato Kakizawa / Akinori Nakagawa | Hayato Kakizawa / Akinori Nakagawa | Ryota Kobayashi / Akinori Nakagawa |
| Julia / Catherine          | Katsura Otozuki                    | Katsura Otozuki                    | Maria Kano                         |
| Ellen / Eva                | Megumi Hamada                      | Harumi Tsuyuzaki                   | Manato Asaka                       |
| Stephan / Ferdinand        | Kazuyuki Aijima                    | Kazuyuki Aijima                    | Yuki Matsumura                     |
| Runge / Igor               | Souma Suzuki                       | Souma Suzuki                       | Souma Suzuki                       |

## Accueil

### Réception

#### Public
Immense succès en Corée du Sud dès sa présentation en 2014, Frankenstein connaît plusieurs moutures en 2015, 2018, 2021 et 2024. Eun-tae Park (Henry Dupre / la Créature) et Hee Jung-Lee (le Maire Stephan / Ferdinand) sont les seuls interprètes à être présents sur chaque production.
En 2021, la comédie musicale avait déjà attiré 500 000 spectateurs sur l'ensemble de ses quatre premières productions. Ga-young Park, journaliste au Korea Herald, souligne la singularité de ce succès, lequel attire non seulement le public coréen mais également les touristes. La comédie musicale pique en effet l'intérêt des étrangers, y compris ceux qui ne maîtrisent par la langue. Cet engouement repose en grande partie sur le chant, les danses, la musique et la conception artistique du spectacle ; la présence de Leo, du boys-band VIXX, est également un attrait pour le public étranger néophyte. 

#### Presse
La presse se montre très élogieuse quant à ses qualités artistiques et sa faculté à susciter l'intérêt du public.
Julie Jackson, journaliste au Korea Herald, est séduite par le spectacle : « le célèbre laboratoire de Victor Frankenstein est notamment d'une splendeur visionnaire, suffisamment pour laisser penser qu'il possède réellement la technologie nécessaire à la création d'une créature monstrueuse [...]. Frankenstein est l'une des rares comédies musicales actuelles qui ne bombarde pas le public de chansons d'amour niaises et de personnages au dénouement heureux à la Disney. Au contraire, le spectacle est sombre, mais agréablement sinistre ».
Kyung-Min Pio, du Korea Times, salue « l'une des comédies musicales coréennes les plus réussies ». Elle déplore néanmoins une « intrigue [décousue]. La trame, qui s'écarte considérablement du roman original, ne parvient pas à fournir suffisamment de contexte, laissant les nouveaux venus souvent perplexes ».
Le Maeil Kyongje y voit une « une comédie musicale originale [qui témoigne] de la puissance coréenne ».
Le Chosun Ilbo retrouve dans le spectacle « le charme de l'horreur gothique ».

### Récompenses

#### 8e cérémonie des Korea Musical Awards
- Meilleur acteur masculin : Eun-tae Park (Henry Dupre / La créature)
- Meilleure nouvelle actrice : Si-ha Ahn (Julia / Catherine)
- Meilleur mise en scène : Yong-beom Wang
- Meilleure production : EMK
- Meilleure scénographie : Sook-jin Seo
- Meilleurs costumes : Jeong-Im Han
- Meilleure conception sonore : Seong-jun Lee

#### 16e Golden Ticket Awards
- Prix du Golden Ticket[16]